# Västra Karup
Västra Karup är en tätort i Båstads kommun och kyrkby i Västra Karups socken i Skåne. 

## Befolkningsutveckling
| Befolkningsutvecklingen i Västra Karup 1960–2020 | Befolkningsutvecklingen i Västra Karup 1960–2020 | Befolkningsutvecklingen i Västra Karup 1960–2020 | Befolkningsutvecklingen i Västra Karup 1960–2020 | Befolkningsutvecklingen i Västra Karup 1960–2020 |
| ------------------------------------------------ | ------------------------------------------------ | ------------------------------------------------ | ------------------------------------------------ | ------------------------------------------------ |
|                                                  |                                                  |                                                  |                                                  |                                                  |
| År                                               |                                                  |                                                  | Folkmängd                                        | Areal (ha)                                       |
| 1960                                             | 1960                                             |                                                  | 546                                              |                                                  |
| 1965                                             | 1965                                             |                                                  | 490                                              |                                                  |
| 1970                                             | 1970                                             |                                                  | 477                                              |                                                  |
| 1975                                             | 1975                                             |                                                  | 440                                              |                                                  |
| 1980                                             | 1980                                             |                                                  | 475                                              |                                                  |
| 1990                                             | 1990                                             |                                                  | 629                                              | 112                                              |
| 1995                                             | 1995                                             |                                                  | 591                                              | 114                                              |
| 2000                                             | 2000                                             |                                                  | 594                                              | 114                                              |
| 2005                                             | 2005                                             |                                                  | 556                                              | 114                                              |
| 2010                                             | 2010                                             |                                                  | 582                                              | 115                                              |
| 2015                                             | 2015                                             |                                                  | 552                                              | 145                                              |
| 2020                                             | 2020                                             |                                                  | 594                                              | 152                                              |
|                                                  |                                                  |                                                  |                                                  |                                                  |

## Samhället
I Västra Karup ligger Västra Karups kyrka. I byn finns förskola och grundskola upp till årskurs 6 samt serviceboende för äldre. I Västra Karup fanns förr Västra Karups Mejerier. 

## Personer från orten
Hovsångerskan Birgit Nilsson var född och uppvuxen i Västra Karup.